# Monastero di San Pietro delle Monache
Il monastero di San Pietro delle Monache (ricordato anche come San Pietro intra muros per distinguerlo da un omonimo monastero fuori dalla cinta muraria) fu una fondazione benedettina femminile di Benevento. Attestato con sicurezza a partire dall'XI secolo, fu soppresso definitivamente nel 1865. Le sue strutture, riutilizzate dall'Agenzia dei tabacchi, finirono poi distrutte dai bombardamenti del 1943. Rimangono pochi ruderi, che rivelano più che altro le preesistenze di età romana su cui era stato eretto il monastero.

## Storia

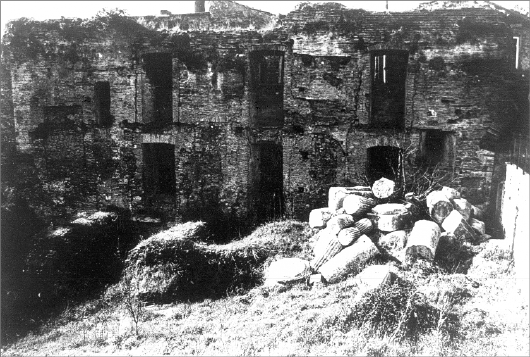
I ruderi in una foto del dopoguerra

### Le origini
Il monastero di San Pietro delle Monache si trovava in fondo all'attuale piazza Cardinal Pacca. Nell'area di tale piazza esistevano due altre chiese che recavano la specificazione de foro, a probabile testimonianza che questa zona fu parte del foro (o del foro principale) della Benevento romana. Del resto, la chiesa monasteriale riutilizzava un'aula di età antica che faceva parte di un complesso termale; e attorno al monastero sono state trovate anche testimonianze della possibile presenza del tempio di Iside della città.
Forse il monastero fu costruito in uno spazio lasciato vuoto, in un periodo in cui le residue strutture di età romana erano utilizzate a macchia d'olio. Sorgeva in adiacenza alla prima cinta muraria altomedievale di Benevento: ipotizzando che la fondazione dell'edificio sia precedente all'ampliamento delle mura dell'VIII secolo, è ragionevole pensare che la sua posizione fosse stata decisa in modo da tenerlo in comunicazione diretta con l'esterno più che con l'interno della città, in linea con il ruolo che ebbero i benedettini nella riorganizzazione dell'agricoltura.
La possibilità che il monastero sia stato fondato già nel pieno del periodo longobardo di Benevento, in effetti, è stata presa in considerazione per motivi diversi. Innanzitutto esiste un'attestazione, piuttosto indiretta, cui hanno prestato fede Stefano Borgia nel XVIII secolo e vari altri autori dopo di lui: Falcone Beneventano riferisce che nel 1121 Agnese, badessa di San Pietro intra civitatem, ebbe una lite con la badessa di Santa Maria a Porta Somma perché sosteneva che quest'ultimo monastero fosse sotto la giurisdizione di San Pietro da tempo. A suo sostegno, Agnese avrebbe riportato un privilegio concesso al suo monastero già dal duca Liutprando (prima metà del VIII secolo).
Altre fonti ritengono che il monastero di San Pietro sia stato maschile in origine, perché nel XVII secolo vi si trovava una lapide funeraria di un abate di nome Gaudioso. In tal caso, lo si potrebbe identificare con il cenobio di San Pietro de Duddi, attestato in città sporadicamente a cavallo fra il X e il XI secolo.
Comunque, attestazioni certe della fondazione benedettina risalgono alla prima metà del XI secolo: di quest'epoca rimangono anche codici manoscritti. Inizialmente la comunità doveva essere piuttosto piccola, in linea con la tendenza generale dei cenobi beneventani: nel XII secolo vi erano 15 monache. Fra le religiose viventi nel monastero nel XI secolo, svariate provenivano dalla nobiltà longobarda, come Bella, prozia di papa Vittore III, Gaitelgrima e Maria, rispettivamente moglie e sorella del principe Landolfo VI; ed altre, provenienti da fuori città.
Nel 1266, in seguito alla battaglia di Benevento, il monastero di San Pietro fu l'unico luogo in città che scampò alla devastazione e alla serie di stupri perpetrata dalle milizie di Carlo d'Angiò, grazie alla difesa operata un gruppo di soldati cittadini.

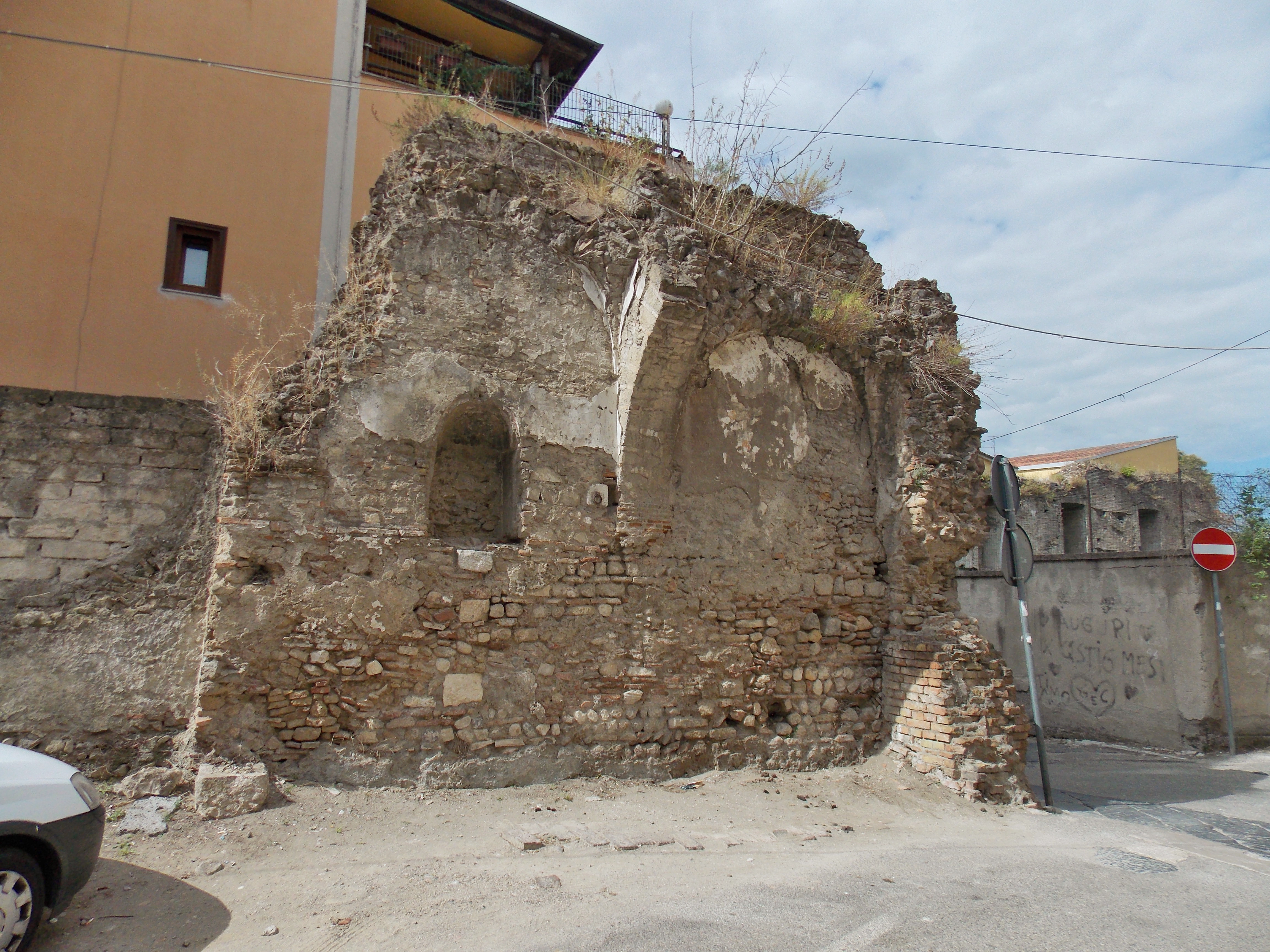
I resti della chiesa di San Festo, dipendente dal monastero di San Pietro e situata di fronte a questo.

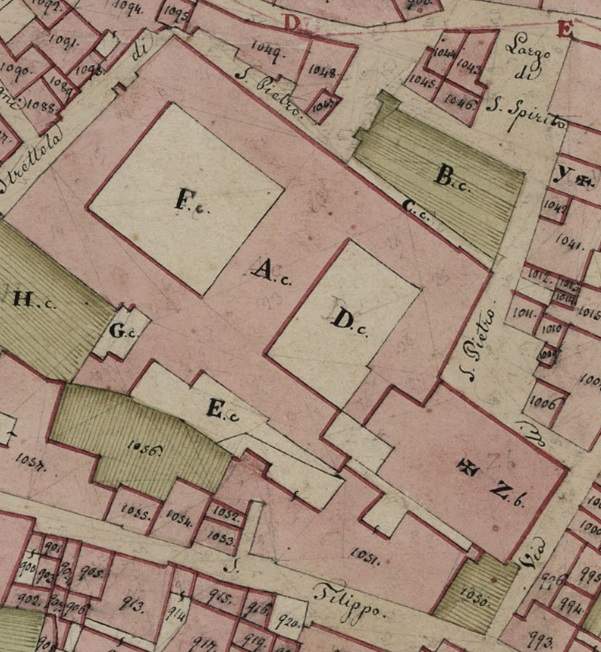
La pianta del monastero (dettaglio del catasto pontificio del 1823)

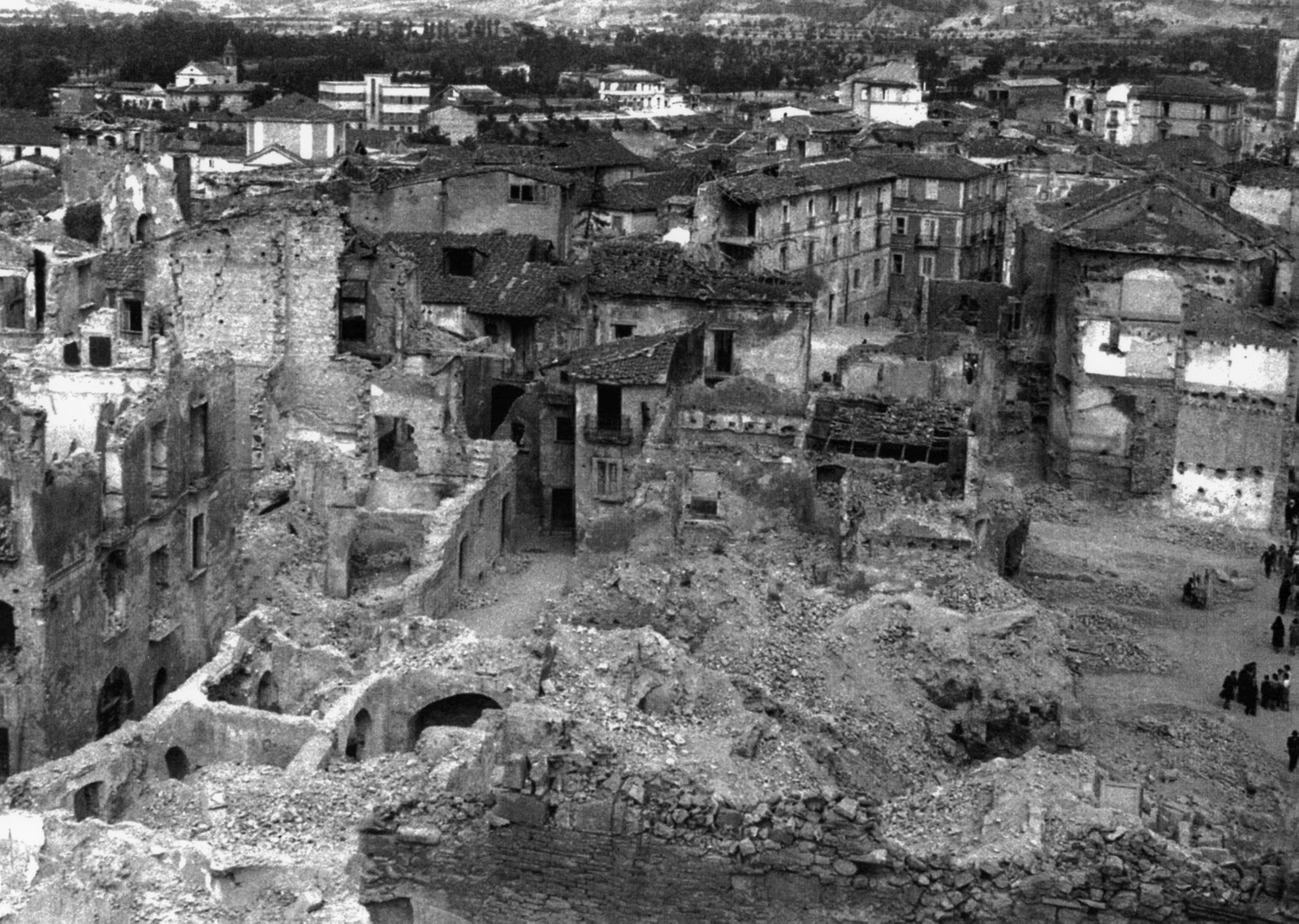
La zona ovest del centro storico di Benevento, dopo i bombardamenti del 1943. Piazza Cardinal Pacca è lo slargo in secondo piano, sulla destra, su cui si vede la facciata dell'Agenzia tabacchi rimasta in piedi per metà.

### Le espansioni del monastero
Nel 1321 papa Giovanni XXII, in vista dell'edificazione della Rocca dei Rettori nel luogo del monastero di Santa Maria a Porta Somma, ne fece trasferire le monache a San Pietro: quest'ultimo monastero ereditò quindi anche i beni del cenobio soppresso, in particolare i possedimenti fondiari. Ciò procurò alla comunità religiosa, precedentemente povera, una notevole disponibilità economica, che si rifletté nell'importante valore della decima che l'istituzione pagava nel 1327 all'Arcidiocesi di Benevento da cui dipendeva.
Per la verità è documentato che, nel tardo XII secolo, il monastero era stato dipendenza diretta della Santa Sede; quindi era stato assorbito sotto la giurisdizione episcopale in tempi successivi. Tale situazione durò fino al 1372 quando il monastero, dopo vari tentativi, recuperò la sua autonomia; però la mantenne soltanto fino ai tempi di papa Sisto IV.
Nel 1381, a riprova dello stato di salute delle finanze del monastero, la badessa Scolastica ne fece ricostruire la chiesa in forme più grandiose. Un'ulteriore spinta alla grandezza della fondazione religiosa si ebbe forse perché nel 1610, con la soppressione del cenobio di San Diodato, vi confluirono le suore che lì vivevano. Nel 1628, infatti, le monache erano 40 e furono effettuati altri lavori di ampliamento, con cui il monastero inglobò alcune case circostanti. Il terremoto del 1688 arrecò danni all'edificio monastico, che furono riparati in fretta mentre le monache venivano trasferite momentaneamente a Napoli; uno scenario simile si ripeté con il sisma del 1702. Nel 1737, infine, con 49 monache, il monastero di San Pietro era il più popoloso dei 57 cenobi di Benevento.

### Le proprietà terriere
In tutto questo tempo, pur se con ovvie oscillazioni, il monastero di San Pietro aveva mantenuto il possesso su una delle proprietà fondiarie più vaste del Sannio: questa, grazie ai canoni enfiteutici, garantiva alle monache un gettito sostanzialmente costante. La documentazione in proposito, che permette qualche ricostruzione accurata solo a partire dal XVI secolo, informa che le proprietà monastiche raggiunsero un picco di 1.200 ettari all'inizio del XVIII secolo, divisi fra l'exclave pontificia di Benevento ed i limitrofi territori nel Regno di Napoli; tuttavia, proprio in quegli anni, una parte di tali terre fu venduta per riparare i danni arrecati dai terremoti.
Nel momento di massima espansione, i latifondi monastici erano lavorati da «più di un migliaio di enfiteuti, per il 70% residenti nelle sedi di Bagnara, Quarto della Badessa e S. Marco ai Monti». Questi erano tre piccoli centri, di cui le badesse conservavano i titoli nobiliari di marchese, duchesse e baronesse rispettivamente: situati fra le colline sulla destra del fiume Sabato a sud di Benevento, oggi ricadono nel territorio comunale di Sant'Angelo a Cupolo (Quarto è oggi noto come Capoferri) e in passato costituivano una lunga lingua di territorio pontificio protrusa nel dominio napoletano, piuttosto frammentata fra i vari enfiteuti. La giurisdizione del monastero su tali territori era sicuramente antica (nel caso di San Marco ai Monti, per esempio, era ereditata dal monastero di Santa Maria a Porta Somma che l'aveva ottenuto nel 1086) ed era gestita con qualche retaggio dell'età longobarda, che comprendeva prerogative di carattere giudiziario e diritti sulle rendite.
Il monastero di San Pietro possedeva inoltre altre proprietà attorno alla città di Benevento, concentrate nella sua periferia meridionale; in territorio napoletano spiccavano possedimenti nella zona detta Greci, presso Campoli, e nelle vicinanze di Ariano.

### Il declino e la fine del monastero
Nel 1799, durante l'invasione napoleonica, il monastero di San Pietro venne momentaneamente abbandonato. Nel 1806, con l'istituzione del Principato napoleonico, fu soppresso insieme ad altri monasteri e conventi cittadini e utilizzato come alloggio di cavalleria. Fu quindi ripristinato nel 1816 e vi furono trasferite anche le monache dell'abbazia di San Vittorino. I territori appartenuti al monastero furono in buona parte restituiti, ma diventavano sempre più esigui: gli stessi centri di Bagnara e di San Marco ai Monti furono sottratti pochi anni dopo.
Infine nel 1861 il neonato Regno d'Italia decideva di nuovo la chiusura dei monasteri, che nel caso di San Pietro divenne definitiva il 20 novembre 1865. Nel 1874 le strutture del monastero furono quindi adibite a magazzino del Monopolio dei tabacchi: qui veniva fatto confluire il tabacco raccolto nell'area beneventana e se ne iniziava la lavorazione, che poi continuava in altre sedi. Tale utilizzo continuò finché il luogo fu distrutto dai bombardamenti angloamericani di settembre 1943.

## Descrizione

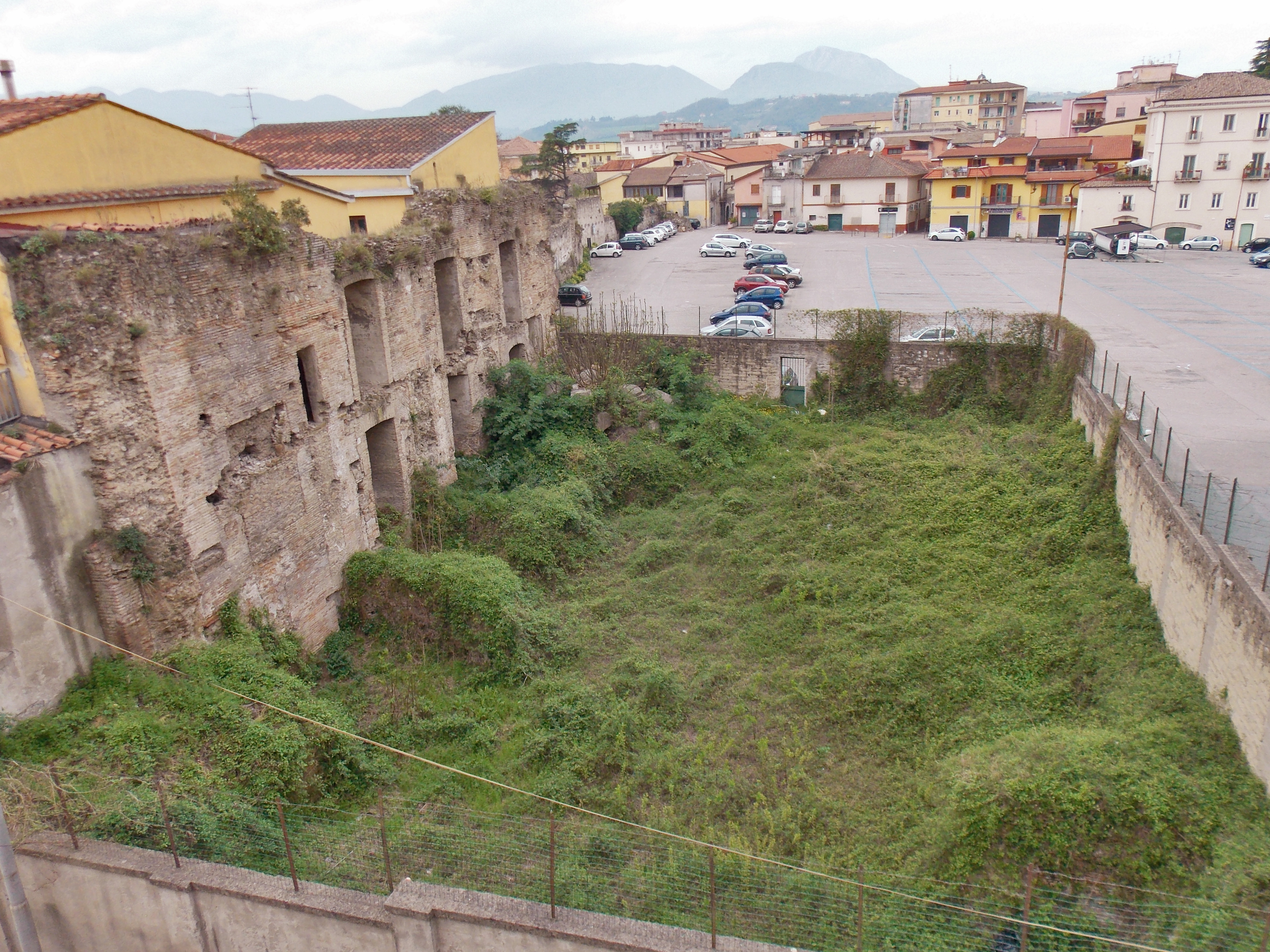
A sinistra sono i resti del muro dell'edificio termale. L'ipocausto è completamente coperto dalla vegetazione.

La facciata della chiesa guardava ad ovest, sull'attuale via San Gennaro. Nel dopoguerra, sul luogo della navata dell'edificio religioso, è stato costruito un recinto chiuso, all'interno del quale giacciono abbandonati alcuni resti dell'aula termale romana che era stata riutilizzata per impiantarvi il luogo di culto. Rimangono, in particolare, l'ipocausto ed il muro laterale sinistro della chiesa il quale, benché trasformato, conserva per buona parte della sua altezza la sua muratura in opus testaceum. L'opera è databile al II secolo d.C. e potrebbe coincidere con lo stabilimento noto dalle fonti come "Terme Commodiane", ma è altrettanto plausibile che tale luogo sia da identificare, invece, con le cosiddette terme di San Cristiano i cui resti si trovano poco lontano.
All'epoca della sua sconsacrazione, la chiesa era fra le più ricche di Benevento con i suoi stucchi ed altari di marmo, nonché le opere d'arte che poi finirono trafugate in buona parte. Il monastero si estendeva dietro l'area presbiteriale della chiesa e si articolava su due chiostri, uno interno ed uno esterno, già nel tardo XII secolo: uno dei due era il più ampio di Benevento. Ancora nel XIX secolo il monastero era la costruzione più grande di Benevento, come ben si vede dalla cartografia dell'epoca.
Due chiese minori, poste nelle immediate vicinanze del monastero, ne erano dipendenze. Una, la chiesa di Santo Stefano de foro o de monialibus, forse già esistente nell'VIII secolo, occupava il centro dell'attuale piazza Cardinal Pacca e fu fatta abbattere per ordine delle religiose, che intendevano allargare la via di accesso al loro monastero. La seconda è la chiesa di San Festo, che si trovava di fronte all'ingresso della chiesa di San Pietro ed esisteva almeno a partire dal 1140, anche se potrebbe anche aver accolto il corpo di san Gennaro nell'820. Nel XVIII secolo la chiesa era dedicata a Santa Lucia; in tempi successivi divenne parte di un'abitazione privata e ad oggi, dopo i bombardamenti, ne rimane solo il fianco destro.